# Limenitis pryeri
Limenitis pryeri är en fjärilsart som beskrevs av Moore 1877. Limenitis pryeri ingår i släktet Limenitis och familjen praktfjärilar. Inga underarter finns listade i Catalogue of Life.